# Спољни вентрикуларни дрен
Спољни вентрикуларни дрен (СВД) или екстравентрикуларни дрен је пластична цев која се користи у неурохирургији за лечење интракранијалне хипертензије и хидроцефалуса, за обнављање нормалне циркулације цереброспиналне течности. Ова пластична цев након уметнутања од стране неурохирурга, служи да преко ње медицинско особље уклања течност из можданих комора, како би се одржала декомпресији и контролисало интракранијални притисак. СВД никада не треба постављати у одсуству неурохирурга, јер ако се крвни суд оштети током операције уметања дрена, може доћи до интракранијалног крварења што захтева хитну хируршку интервенцију.
Спољни вентрикуларни дрен који се користи за краткотрајну контролу притиска цереброспиналне течности може се конвертовати у вештачки церебрални шант код пацијената којима је потребна дуготрајна дренажа цереброспиналне течности.

## Постављање СВД
Катетер за СВД се најчешће поставља путем  краниостомије постављене на Кохерову тачку, локацију у чеоној (фронталној) кости лобање, са циљем да се врх катетера постави у чеони рог латералне коморе или у трећу комору.
Катетер се обично убацује на десну страну мозга. У неким случајевима се користи левострани приступ, а у другим ситуацијама катетери су потребни са обе стране.

## Индикације
СВД се могу користити за праћење:
- интракранијалног притиска код пацијената са трауматском повредом мозга (ТБИ),[3]
- субарахноидалног крварења (САХ),[4]

- интрацеребралне хеморагије (ИЦХ)

- другим абнормалности у мозга које доводе до повећаног накупљања цереброспиналне течности (ЦСТ).

Приликом дренаже коморе, СВД такође може уклонити крвне продукте из вентрикуларних простора. Ово је важно јер крв иритира мождано ткиво и може изазвати компликације као што је вазоспазам.

## Непрекидно медицинско праћење
Спољни вентрикуларни дрен се изравнава на уобичајену референтну тачку која одговара бази лобање, обично трагусу или спољашњем слушном пролазу. Спољни вентрикуларни дрен је подешен тако да се дренира у затворену, градуисану бирету на висини која одговара одређеном нивоу притиска, како је прописао  неурохирург. Нивелисање спољног вентрикуларног дрена на подешени ниво притиска је основа за дренажу цереброспиналне течности (ЦСТ); хидростатички притисак диктира дренажу ЦСТ. Притисак у колони течности мора бити већи од тежине ЦСТ у систему пре него што дође до дренаже. Због тога је важно да чланови породице и посетиоци схвате да се положај главе пацијента не може променити без помоћи.
Пример поступака здравственог радника у вези са СВД-ом су: 
- подесити СВД да дренира цереброспинални ликвор за ИКП >15 ммХг,
- проверавати и бележити дренажу цереброспиналне течности и вредност интракранијални притисак најмање сваких сат времена.

Како је континуирана дренажа ликвора повезана са већим ризиком од компликација, церебрални перфузиони притисак (СРР) се може израчунати доле наведеном формулом, на основу података добијених из СВД и системског крвног притиска, па вредности интракранијалног притиска и средњи артеријски притисак (МАР) морају бити доступни.
{\displaystyle CPP=MAP-ICP}
Остале области које треба пратити су: 
- знаци и симптоми интракранијалне хипертензије,

- тражење било каквог цурења у СВД систему како би се спречило да инфекција уђе у мозак,

- промене у количини и боји ликвора.

Изненадни пораст цереброспиналне течности може указивати на интракранијалну хипертензију, крвава цереброспиналнс течности може указивати на рекурентну руптуру анеуризме, а замућенс цереброспиналне течности може указивати на инфекцију мозга.

## Компликације
Спољни вентрикуларни дрен је инвазивна процедура која може бити повезана са бројним компликацијама, које се могу сврстати у три главне области:

### Крварење
Крварење се често јавља дуж пута уметања катетера или у менингеалном региону. Ако је дурална пункција неуспешна, може доћи до секундарног крварења, познатог као екстра и интрадурално крварење. Таква врста крварења је опасна по живот, и захтева хитну неурохируршку интервенцију. 
Најопаснија компликација везана за крварење је могућност проласка катетера кроз крвни суд атипичног тока или кроз постојећи хематом. Ако дође до такве компликације, ризик од смрти (која може одмах наступити) значајно се повећава. 
Ризик од крварења је повећан и код пацијената који пате од коагулопатије .

### Механичке компликације
Механичке компликације након уградње СВД могу се појавити као:

#### Опструкција (затварање)
Опструкција СВД се најчешће јавља због блокирања дренажне цеви угрушком или другим влакнастим материјалом или због савијања дренажне цеви. Због повећаног интракранијалног притиска током опструкције дренаже, мозак може набубрити што доводи до његовог неповратног оштећења. Медицинско особље које брине о пацијентима са дренажом мора често подешавати и испирати катетере како би се избегла опструкција. Регулација притисак у дренажи се одређује на основу одлива цереброспиналне течности, интракранијалног притиска, резултата снимања мождане активности (нпр. магнетна резонанца) и посматрања пацијента.

#### Миграција (померање)
Приликом постављања дрена, он се убацује поткожно и учвршћује шавовима. Међутим, одвод се често помера или помера. Ово доводи до померања врха цеви унутар мозга, што може довести до искривљених очитавања интракранијалног притиска или савијања цеви.

#### Инфекција
Дрен је страно тело унето у људско тело, па може да служи за преношење патогених микроорганизама и настанак инфекције у организму пацијента са СВД.

### Неуролошке компликације
Иако је пријављено неколико неуролошких компликација, за које је утврђено да су повезане са појавом коме код пацијента и неправилног постављања СВД. У овом случају катетер је уметнут предубоко у четврту комору. Сматра се да је кома пацијента последица иритације стимулативног дела ретикуларне формације.